# Cronologia degli spostamenti di Costanzo II durante il suo regno
la cronologia degli spostamenti di Costanzo II durante il suo regno elenca i viaggi ed i soggiorni di questo imperatore romano, figlio di Costantino I, da quando divenne Augusto nel 337, fino alla sua morte avvenuta nel 361.
| Data                              | Evento | Fonte |
| --------------------------------- | --- | --- |
| Luglio-agosto 337                 | A Viminacium | Atanasio, Apologia ad Constantium V, 2. |
| Agosto/settembre 337              | Conduce una campagna contro i Sarmati, meritandosi il titolo vittorioso di Sarmaticus maximus                        | CIL III, 12483 |
| Settembre 337                     | Si riunisce con Costantino II e Costante I in Pannonia                                                               | Giuliano, Oratio 1.19a; Libanio, Orationes 59.75 |
| Settembre 337                     | Ritorna a Costantinopoli per la morte del padre, Costantino I                                                        | Socrate Scolastico, Historia Ecclesiastica II, 7. |
| Novembre 337                      | Ritorna ad Antiochia per l'inverno, a causa dei primi scontri con i Sasanidi che avevano sfondato il limes orientale | Socrate Scolastico, Historia Ecclesiastica II, 7; Libanio, Orationes 59.75 e 66; Teodoreto di Cirro, Historia ecclesiastica, II, 30, 1. |
| Primavera 338                     | A Caesarea in Cappadocia                                                                                             | Atanasio, Apologia ad Constantium 5.2 |
| Primavera 338                     | Rimette Arsace II sul trono d'Armenia                                                                                | Giuliano, Oratio 1.20d–21a, cf. Libanius, Oratio 59,76–80 |
| 11 ottobre 338                    | Ad Antiochia | Codex Theodosianus XII, 1.23 |
| 28 ottobre 338                    | Ad Emesa | Codex Theodosianus XII, 1.25 |
| 27 dicembre 338                   | Ad Antiochia | Codex Theodosianus II, 6.4 |
| gennaio 339                       | Ad Antiochia | Atanasio, Epistula encyclica 2.1; Historia Arianorum 10.1 |
| 339 o 340                         | A Hierapolis | Papyri Abinnaeus 1.8–10 |
| Estate 340                        | Invade i territori Sasanidi                                                                                          | Itinerarium Alexandri, pr. 1, cfr. 4 |
| 12 agosto 340                     | Ad Edessa | Codex Theodosianus XII, 1.30S (luogo di rilascio trasmesso come Bessae) |
| 9 settembre 340                   | Ad Antiochia | Codex Theodosianus, VI, 4.5-6 |
| 6 gennaio 341                     | Presiede il Concilio ad Antiochia                                                                                    | Atanasio, de Synodis 25.1; Filostorgio p. 212.19–22 Bidez |
| 12 febbraio 341                   | Ad Antiochia | Codex Theodosianus V, 13.1-2 |
| 341/2                             | Inverno ad Antiochia                                                                                                 | Socrate Scolastico, Historia Ecclesiastica II, 13.5; Girolamo, Chronicon 235f; Chronica minora I, 236. |
| Inizi del 342                     | Visita Costantinopoli per espellere il vescovo Paolo e poi torna subito ad Antiochia.                                | Libanio, Oratio 59.94–97; Socrate Scolastico, Historia Ecclesiastica 2.13.7, Girolamo, Chronicon 235f; Chronica minora 1.236 |
| 31 marzo – 11 maggio 342          | Ad Antiochia | Codex Theodosianus III, 12.1; 12.1.33/4 (5, 8 aprile); 11.36.6 |
| 18 febbraio 343                   | Ad Antiochia | Codex Theodosianus IX, 21.5 |
| 9 giugno – 4 luglio 343           | A Hierapolis | Codex Theodosianus VIII, 1.1 (p. 319 segg.); XII, 1.35 (27 giugno); XV, 8.1 |
| Estate/autunno 343                | Ottiene una vittoria sui Persiani sasanidi                                                                           | Atanasio, Historia Arianorum 16.2, cf. Festus, Breviarium 27 |
| Ottobre/novembre 343              | Visita Costantinopoli                                                                                                | |
| Aprile 344                        | Ad Antiochia | Teodoreto, Historia Ecclesiastica II, 8.56, 9.9–10; Atanasio, Historia Arianorum 20.5. |
| Estate 344                        | Sconfigge i Persiani nei pressi di Singara                                                                           | Giuliano, Oratio 1, 26a; Libanius, Oratio 59.88, 99–120; Girolamo, Chronicon 236l; Chronica minora I, 236 (sia Girolamo sia la Chronica minora dà la data del 348); cfr. Festo, Breviarium 27. |
| 345                               | A Nisibis | Codex Theodosianus XI, 7.5, cfr. Ephraem, Carmina Nisibena 13.4–6, 14/5. |
| Estate 345                        | Ad Edessa | Atanasio, Apologia contra Arianos 51.6 |
| 21 marzo 346                      | Ad Antiochia | Codex Theodosianus X, 14.1S (315 segg.) |
| Settembre 346                     | Ad Antiochia | Atanasio, Apologia ad Constantium V, 2; Historia Arianorum 44.5, Historia acephala I, 2; Festal Index 17; Girolamo, Chronicon 236e |
| 8 marzo 347                       | Ad Ancyra | Codex Theodosianus XI, 36.8 |
| Primavera 347                     | Temistio consegna un panegirico Costanzo II ad Ancyra                                                                | Temistio, Oratio 1 |
| 11 maggio 347                     | A Hierapolis | Codex Theodosianus V, 6.1 |
| Estate 348                        | Ingaggia con i Persiani sasanidi una battaglia nei pressi di Singara                                                 | Festo, Breviarium 27. |
| 1 April 349                       | Ad Antiochia | Codex Theodosianus XII, 1.39 |
| Estate 349                        | A Singara, poi Emesa                                                                                                 | Atanasio, Historia Arianorum 7.3 |
| 3 ottobre 349                     | A Costantinopoli | Codex Theodosianus XII, 2.1; XV, 1.6. |
| Primavera 350                     | A Edessa | Filostorgio, Historia Ecclesiastica 3.22 |
| Estate 350                        | Ad Antiochia mentre Shapur II assedia Nisibis                                                                        | Teodoreto, Historia Ecclesiastica II, 30.1, 9/10, 31.1. |
| Estate 350                        | Visita Nisibis dopo l'assedio                                                                                        | Zonaras 13.7 |
| Autunno 350                       | Lascia Antiochia dirigendosi verso ovest                                                                             | Filostorgio, p. 215.22–24 Bidez |
| Autunno 350                       | Potrebbe essere passato dal porto di Tessalonica                                                                     | qui potrebbe aver ordinato di battere moneta |
| Autunno 350                       | Viaggia attraverso Heraclea Lyncestis fino a Serdica                                                                 | Zonara, L'epitome delle storie, XIII, 7. |
| 25 dicembre 350                   | Costringe ad abdicare il generale Vetranione a Naissus                                                               | Girolamo, Chronicon 238c (posto e anno); Chronica minora I, 238 (giorno, anno dato falsamente come il 351); Zosimo, Storia nuova, II, 44.3-4. |
| 15 marzo 351                      | Proclama Cesare, Costanzo Gallo a Sirmium                                                                            | Chronica minora I, 238. |
| 15 marzo 351                      | la zecca di Sirmium potrebbe aver battuto moneta:                                                                    | di Costanzo II e di Costanzo Gallo |
| 15 marzo 351                      | la zecca di Tessalonica potrebbe aver battuto moneta:                                                                | di Costanzo II e di Costanzo Gallo |
| Estate e autunno 351              | A Sirmium prima e durante la campagna contro Magnenzio                                                               | Sulpicio Severo, Chron II, 38.5–7; Socrate Scolastico, Historia Ecclesiastica II, 28.23; Zosimo, Storia nuova, II, 45.3, 48.3. |
| Ottobre 351                       | Presenzia al secondo concilio di Sirmio che depose Potino                                                            | Socrate Scolastico, Historia Ecclesiastica II, 28.23, 29.1. |
| 26 febbraio 352                   | A Sirmium | Codex Justinianus VI, 22.5. |
| 12 maggio 352                     | A Sirmium | Codex Theodosianus III, 5.1S (319 segg.) |
| Estate 352                        | Campagne contro i Sarmati                                                                                            | |
| Settembre 352                     | Entra in Italia | Chronica minora I, 67 |
| 3 novembre 352                    | A Mediolanum | Codex Theodosianus XV, 14.5 |
| Primavera–estate 353              | A Mediolanum | Historia acephala I, 7; cfr. Festal Index 25; Codex Theodosianus XI, 1.6; XII, 1.42 (22 maggio: anno stimato dal 354), XVI, 8.7S (3 luglio: 357 segg.) |
| Ottobre 353 – primavera 354       | Inverno ad Arles | Ammiano Marcellino, Storie, XIV, 5.1; Codex Theodosianus VIII, 7.2S (3 novembre 326); Ammiano Marcellino, Storie, XIV, 10.1 |
| Primavera 354                     | A Valentia | Ammiano Marcellino, Storie, XIV, 10.1/2 |
| Primavera 354                     | Attraversa il Reno a Augusta Raurica                                                                                 | Ammiano Marcellino, Storie, XIV, 10.6 |
| Autunno 354 – primavera 355       | Soggiorna a Mediolanum                                                                                               | Ammiano Marcellino, Storie, XIV, 10.16; Codex Theodosianus XI, 34.2 (1º gennaio); Codex Justinianus VI, 22.6 (18 febbraio) |
| giugno 355                        | Conduce una spedizione in Raetia                                                                                     | Ammiano Marcellino, Storie, XV, 4.1 |
| giugno 355                        | Torna a Mediolanum                                                                                                   | Ammiano Marcellino, Storie, XV, 4.13, Sulpicio Severo, Chron. II, 39.3, 8 (concilio di ''Mediolanum'') |
| 6 luglio 355 – 5 luglio 356       | A Mediolanum | Codex Theodosianus XIV, 3.2; XII, 1.43 (17 luglio 355); I, 5.5 (18 luglio 355); VI, 29.1 (22 luglio 355); XII, 12.1 (1º agosto 355); IX, 34.6 (31 ottobre 355); XVI, 10.6 (19 febbraio 356); IX, 42.2 (8 marzo 356); XI, 16.8S (1º aprile 356: 357 segg.); XI, 16.7 (2 aprile 356); VI, 4.8–10 (11 aprile 356); VI, 29.2S (17 aprile 356: 357 segg.); XIII, 10.3S (29 aprile 356: 357 segg.); IX, 17.4S = Codex Justinianus IX, 19.4S (13 giugno 356: 357 segg.); Codex Theodosianus VIII, 5.8S (24 giugno 356: 357 segg.); I, 2.7 (5 luglio 356) |
| 6 novembre 355                    | Proclama Giuliano Cesare a Mediolanum.                                                                               | Ammiano Marcellino, Storie, XV, 8.17; Chronica minora 1.238; Corpus Inscriptionum Latinarum 12, p. 277; Socrate Scolastico, Historia Ecclesiastica II, 34.5. |
| 1º dicembre 355                   | Scorta Giuliano fuori da Mediolanum, poi ritorna in città                                                            | Ammiano Marcellino, Storie, XV, 8.18 |
| Estate e autunno 356              | Campagne contro gli Alamanni in Germania superiore                                                                   | Ammiano Marcellino, Storie, XVI, 12.15/6 |
| 25 luglio 356                     | A Messadensis | Codex Theodosianus XI, 30.25S (355 segg.) |
| 2 settembre 356                   | A Dinumma | Codex Theodosianus XI, 7.8S (355 segg.) |
| 10 novembre 356 – 19 March 357    | A Mediolanum | Codex Theodosianus XVI, 2.13S (357 segg.); IX, 16.5S (4 dicembre 356: 357 segg.); VIII, 7.7S (27 dicembre: data implicita per il 357); XII, 12.2 (15 gennaio 357); IX, 17.4 (15 gennaio 357: 'id.Iun.' segg.); IX, 16.4 (25 gennaio 357); XV, 1.1S (2 febbraio 357: 320 segg.); X, 20.2S (358 segg.) |
| 28 aprile 357                     | Entra a Roma | Chronica minora I, 239. |
| 28 aprile – 29 maggio 357         | A Roma | Ammiano Marcellino, Storie, XVI, 10.20 (durata della permanenza); Codex Theodosianus VIII, 1.5 (6 May 357); X, 1.2S (17 May 357: 319 mss.) |
| 7 o 10 giugno 357                 | A Helvillum | Codex Theodosianus I, 5.6-7. |
| 5 luglio 357                      | A Ariminum | Codex Theodosianus IX, 16.6S (358 segg.) |
| 21 luglio 357                     | A Ravenna | Codex Theodosianus XII, 1.40S (353 segg.) |
| 21 luglio 357                     | Passa da Tridentum per andare verso il Danubio                                                                       | Ammiano Marcellino, Storie, XVI, 10.20 |
| 21 luglio 357                     | Visita la Pannonia e la Mesia                                                                                        | Zosimo, Storia nuova, III, 2.2; Giuliano, Epistula ad SPQ Atheniarum 279d |
| ottobre 357 – 3 marzo 358         | Inverno a Sirmium | Ammiano Marcellino, Storie, XVI, 10.21; XVII, 12.1; Codex Theodosianus VIII, 5.10 (27 ottobre 357: anni trascorsi il 357 o il 358); I, 15.3S (3 dicembre 357: 353 segg.); VII, 4.3, XI, 30.27 (18 dicembre 357); II, 21.2S (18 dicembre 357: 360 segg.); IX, 42.4 (4 gennaio 357); Codex Justinianus III, 26.8. |
| Aprile 358                        | Invade i territori dei Sarmati Limigantes                                                                            | Ammiano Marcellino, Storie, XVII, 12.4–6 |
| Aprile 358                        | Ritorna in trionfo a Sirmium                                                                                         | Ammiano Marcellino, Storie, XIII, 3.33 |
| 21–23 giugno 358                  | A Sirmium | Codex Theodosianus XII, 1.44-45 (21 giugno 358); VIII, 13.4, XI, 36.13 (23 giugno 358) |
| 27 giugno 358                     | A Mursa | Codex Theodosianus XII, 1.46 |
| Ottobre 358 – marzo 359, c. March | Sverna a Sirmium | Ammiano Marcellino, Storie, XVIII, 4.1; XIX, 11.1; Codex Theodosianus II, 21.1 (19 dicembre 358) |
| Primavera 359                     | Inizia una nuova campagna contro i Sarmati                                                                           | Ammiano Marcellino, Storie, XIX, 11.2 |
| Primavera 359                     | Si trova in Pannonia Valeria lungo il limes pannonicus                                                               | Ammiano Marcellino, Storie, XIX, 11.4 |
| Primavera 359                     | Sconfigge i Limigantes presso Acimincum                                                                              | Ammiano Marcellino, Storie, XIX, 11.5–16 |
| Primavera 359                     | Ritorna a Sirmium | Ammiano Marcellino, Storie, XIX, 11.17 |
| 22 maggio 359                     | A Sirmium | Codex Theodosianus VI, 4.14-15; Atanasio, de Synodicus 8.3; Socrate Scolastico, Historia Ecclesiastica II, 37.18 |
| 28 maggio 359                     | A Sirmium | Codex Theodosianus I, 7.1. Conio presso zecca di Sirmio di un Centenionale a commemorazione della guerra vittoriosa contro i Sarmati: |
| 18 giugno 359                     | A Singidunum | Codex Theodosianus XI, 30.28. |
|                                   | Ad Adrianopoli | Atanasio, de Synodicus 55.2/3 (implica la sua volontà di visitare la fortezza legionaria) |
| Autunno 359                       | Va a Costantinopoli per l'inverno                                                                                    | Ammiano Marcellino, Storie, XIX, 11.17; 20.8.1; Socrate Scolastico, Historia Ecclesiastica 2.41.1; Sozomeno, Historia Ecclesiastica 4.23.3, cfr. Chronica minora I, 239 (implica la presenza di Costanzo II a Costantinopoli prima dell'11 dicembre del 359). |
| Dicembre 359 – marzo 360          | A Costantinopoli | Sozomeno, Historia Ecclesiastica IV, 23.4–7 (tardo dicembre del 359 – 1º gennaio 360); Hilary, Ad Constantium 2.2 (Corpus Scriptorum Ecclesiasticorum Latinorum 65.198.9-10), Girolamo, de Virus Illustribus 100; Codex Theodosianus IV, 13.4S; XI, 36.10S (18 gennaio 360: 356 e 354 segg.); XI, 24.1 (4 febbraio 360); XIV, 1.1S (24 febbraio 360: 357 segg.); VII, 4.5S (14 marzo 360: 359 segg.) |
| Marzo del 360                     | A Caesarea in Cappadocia, riceve la notizia che Giuliano è stato proclamato Augusto                                  | Ammiano Marcellino, Storie, XX, 9.1 |
| Marzo del 360                     | Viaggia attraverso Melitene, Lacotena, e Samosata fino ad Edessa                                                     | Ammiano Marcellino, Storie, XX, 11.4 |
| Dopo il 21 settembre 360          | Lascia Edessa | Ammiano Marcellino, Storie, XX, 11.4 |
| Dopo il 21 settembre 360          | Visita Amida | Ammiano Marcellino, Storie, XX, 11.4/5 |
| Dopo il 21 settembre 360          | Assedia Bezabde | Ammiano Marcellino, Storie, XX, 11.6–31 |
| 17 dicembre 360                   | A Hierapolis | Codex Theodosianus VII, 4.6S (17 maggio segg.) |
| Tardo dicembre 360 – marzo 361    | Sverna ad Antiochia                                                                                                  | Ammiano Marcellino, Storie, XX, 11.32; Codex Theodosianus XVI, 2.16 (14 febbraio 361); Socrate Scolastico, Historia Ecclesiastica 2.45.10 |
| 3 maggio 361                      | A Gephyra | Codex Theodosianus I, 6.1, 28.1; VI, 4.12, 13; VII, 8.1; XI, 1.7, 15.1, 23.1; XII, 1.48; XIII, 1.3; XVI, 1.7 (tutti estratti della stessa legge) |
| 29 maggio 361                     | A Doliche | Codex Theodosianus VII, 4.4S (358 segg.: scritto come Doridae) |
| 29 maggio 361                     | Attraversa l'Eufrate a Capersana, va ad Edessa, più tardi ritorna ad Hierapolis (o forse a Nicopolis)                | Ammiano Marcellino, Storie, XXI, 7.7; 13.8. |
| Autunno 361                       | Breve ritorno ad Antiochia                                                                                           | Ammiano Marcellino, Storie, XXI, 15.1-2; È forse a questo periodo che va attribuita la moneta qui a fianco della zecca di Antiochia |
| Ottobre 361                       | Ad Hippocephalus | Ammiano Marcellino, Storie, XXI, 15.2. |
| Ottobre 361                       | Cade malato a Tarsus                                                                                                 | Ammiano Marcellino, Storie, XXI, 15.2. |
| 3 novembre 361                    | Muore a Mopsucrenae in Cilicia                                                                                       | Girolamo, Chronicon 242b; Ammiano Marcellino, Storie, XXI, 15.3 (data dopo il 5 ottobre); Chronica minora I, 240; Socrate Scolastico, Historia Ecclesiastica II, 47.4; III, 1.1. |